# Григорие Божович
Григорие Божович (на сръбски: Григорије Божовић) е сръбски учител, деец на Сръбската пропаганда в Македония, журналист, писател и политик, депутат. Божович е смятан за един от най-значителните сръбски писатели в междувоенния период.

## Биография
Роден е на 12 февруари 1880 година в село Придворица, Ибърски Колашин, Османската империя. Завършва начално училище и Колашин, а след това учи в богословско-педагогическото училище в Призрен от 1893 до 1899 година. След това от 1901 до 1905 година учи в Московската духовна академия. От 1905 до 1907 година преподава в Призренската семинария, от 1907 до 1909 година в Битолската сръбска гимназия, а от 1909 до 1913 година отново в Призрен. В 1908 година в Призрен се жени за учителката Василия, вдовица на Лазар Лазар Куюнджич. Преподава църковно право и патрология. Член е на епархийската управа на Рашко-Призренската епархия в 1911 година.
След Младотурската революция в 1908 година е делегат на Първата сръбска конференция, провела се между 12 и 15 август 1908 г. в Скопие, на която е основана Сръбска демократическа лига в Османската империя. Избран е за депутат от Куманово в скупщината на сърбите османлии.
Секретар е и председател на Призренската община, окръжен началник, инспектор и депутат в Скупщината. В 1924 - 1927 година е избиран за депутат от Независимата демократическа партия на Светозар Прибичевич.
Започва писателската си дейност в ученическата дружина „Растко“. Пише в „Цариградски гласник“ и „Голуб“. Ректорът Стеван Димитриевич пише за Божович: „...учителят в семинарията, с работата си в училището и поведението си сред народа се отличи сред малкото наши просветни работници, които служиха в тези краища с чисти патриотични идеали. Той искрено служи и работи в духа на държавната идея на Сърбия, често губейки от своите собствени дела.“
Божович публикува четиринадесет книги: осем сбирки с разкази, много книги с пътеписи и кратки записи за хора и краища, събрани от вестник „Политика“, на който е репортер в междувоенния период. Първата му книга с разкази е „Из Стара Сърбия“ (Из старе Србије), публикувана в 1908 година, а последната „Разкази“ (Приповетке) в 1940 година в издание на Сръбската книжовна задруга. Автор е и на сбирките „Тежки изкушения“ (Тешка искушења, 1935) и „Съгласно закона“ (Под законом, 1939).
Основна тема за Божович е сръбският национален въпрос и Косово, като той стои на крайни националистически позиции: одобрява концентрацията на войски в Косово за сплашване на албанците, критикува половинчатите реакции на държавата при актове на насилие от страна на албанци, като например Кабашкото клане, критикува действията на сръбските дипломати в балканските страни, които не защитавали интересите на местните сърби, осъжда действият на албанските четници в Куча и на българските в Македония, остро критикува движението за създаване на самостоятелна бошнячка нация.
След установяването на комунистическия режим в страната, на 29 декември 1944 година военен съд на таен процес го осъжда на смърт, лишаване от граждански права и конфискация на имуществото за великосръбство и за сътрудничество с италианските окупатори и е разстрелян на 1 срещу 2 януари или на 4 януари 1945 година в Белград.
В 2008 година Окръжният съд в Белград, по искане на внука му Маринко Божович, го реабилитира.